# Стеншё, Эрик Хельге Освальд
Эрик Хельге Освальд Стеншё (швед. Erik Helge Osvald Stensiö; 2 октября 1891 — 11 января 1984) — шведский палеонтолог. Внёс большой вклад в изучение палеозойских рыб и бесчелюстных. 
Член Шведской королевской академии наук (1927), иностранный член Лондонского королевского общества (1946), иностранный член-корреспондент Академии наук СССР (1929) и других научных обществ.

## Биография
Родился в деревне Стеншё, лен Кальмар, Швеция. Имя при рождении — Эрик Андерссон (Erik Andersson). Так были подписаны его ранние (до 1917 года) работы. Позже он взял фамилию Stensiö (Стеншё) по названию родной деревни (Stensjö).
Учился в Уппсальском университете, куда поступил в 1910 году. В 1912 году изучал ископаемых рыб в Британском музее под руководством Артура Вудварда. Между 1912 и 1918 годом возглавлял 6 палеонтологических экспедиций на Шпицберген, целью которых был сбор окаменелостей триасовых рыб. Во время одной из них открыл новое месторождение угля. Результаты исследований материалов этих экспедиций легли в основу его докторской диссертации «Triassic fishes from Spitzbergen» (первая часть издана в 1921, вторая в 1925). Как и другие главные его работы, она была написана на английском языке — ещё до того, как он стал основным международным языком науки.
С 1921 года Эрик Стеншё занимался, среди прочего, исследованиями остракодерм, уделяя большое внимание качеству препарирования и иллюстрирования. Он исследовал и описал с беспрецедентной детальностью их анатомию, включая внутреннюю, и внёс значительный вклад в выяснение родственных связей и построение системы этих животных.
В 1921 году Эрик Стеншё получил степень доктора философии и звание доцента. В 1923 он стал профессором и главой отдела палеозоологии в Шведском музее естественной истории и занимал эту должность до 1959 года. В 1927 году избран членом Шведской королевской академии наук, а в 1929 — членом-корреспондентом АН СССР. Всего входил в 27 академий и других научных обществ. Награждён медалью Даниэля Жиро Эллиота Национальной академии наук США (1926), медалью Волластона Лондонского геологического общества (1953), медалью Линнея (1957) и медалью Дарвина — Уоллеса (1958) Лондонского Линнеевского общества и многими другими наградами.
В 1963 году Эрик Стеншё вместе со своим школьным другом Йозефом Анером, ставшим директором банка, организовал на основе своей родной деревни музей народной культуры. Он находится в ведении Шведской королевской академии словесности.
Эрик Стеншё умер 11 января 1984 года в госпитале Дандерид в Стокгольме.
В честь Эрика Стеншё назван ряд родов ископаемых рыб и бесчелюстных: Erikodus Nielsen 1932 (хрящевая рыба), Stensioella Broili 1933 (плакодерма), Stensionotus Lehman 1952 (костная рыба), Stensiopelta Denison 1951 (костнощитковая остракодерма). Кроме того, его имя получили гора и плато в Восточной Гренландии и ледник на Шпицбергене.